# Перший закон географії Тоблера
Перший закон географії, на думку Уолдо Тоблера, «усе пов'язано з усім іншим, але близькі речі більше пов'язані, ніж далекі речі». Цей закон є основою фундаментальних концепцій просторової залежності та просторової автокореляції і застосовується спеціально для методу зважування зворотної відстані для просторової інтерполяції та для підтримки регіоналізованої теорії змінних для кригінгу. Це сучасна формула принципу суміжності Девіда Юма.
Уперше Тоблер представив свою основну ідею під час засідання Комісії Міжнародного географічного союзу з якісних методів, яке відбулося 1969 року (згодом опублікована 1970 року). Хоча ця ідея проста у викладі, вона глибока. Без цього «весь спектр умов будь-якої точки на поверхні Землі в принципі міг би бути упакований на будь-якій невеликій ділянці. Не було б регіонів приблизно однорідних умов, які можна було б описати, надаючи атрибути об'єктам площі. Топографічні поверхні хаотично змінюватимуться, схили були б скрізь нескінченні, а контури таких поверхонь були б нескінченно щільними та зігнутими. Просторовий аналіз і, власне, саме життя були б неможливими».
Менш відомим є його другий закон, який доповнює перший: «Явище, яке знаходиться поза сферою інтересів, впливає на те, що відбувається всередині».